# Le Touquet Challenger
Il Le Touquet Challenger è stato un torneo professionistico di tennis giocato su campi in terra rossa. Faceva parte dell'ATP Challenger Series. Si giocava annualmente a Le Touquet in Francia.

## Albo d'oro

### Singolare
| Anno | Campione          | Finalista        | Punteggio               |
| ---- | ----------------- | ---------------- | ----------------------- |
| 1979 | Jairo Velasco Sr. | Fernando Luna    | 4–6, 6–3, 6–3, 6–1      |
| 1980 | Christophe Casa   | Jérôme Vanier    | 6–4, 5–7, 6–4, 4–6, 6–2 |
| 1981 | Stefan Simonsson  | Georges Goven    | 6–2, 6–1, 7–5           |
| 1982 | Jeff Simpson      | Roland Stadler   | 6–7, 6–2, 6–1           |
| 1983 | Pablo Arraya      | Roberto Argüello | 6–2, 6–3                |

### Doppio
| Anno | Campioni                           | Finalisti                           | Punteggio     |
| ---- | ---------------------------------- | ----------------------------------- | ------------- |
| 1979 | Antonio Muñoz Jairo Velasco Sr.    | Éric Deblicker Georges Goven        | 6–0, 3–6, 6–3 |
| 1980 | Dave Siegler Robbie Venter         | Hans Simonsson Tenny Svensson       | 7–6, 4–6, 6–3 |
| 1981 | Anders Järryd Stefan Simonsson     | Miloslav Lacek Libor Pimek          | 7–5, 7–5      |
| 1982 | John Feaver Jan Gunnarsson         | David Graham Laurie Warder          | 6–2, 5–7, 6–1 |
| 1983 | Carlos Gattiker Alejandro Gattiker | Tarik Benhabiles Jean-Louis Haillet | 7–6, 6–2      |